# Anne-Marie Crowet
La baronne Anne-Marie Gillion-Crowet est une ancienne joueuse de tennis et personnalité belge.

## Biographie
Anne-Marie est la fille de l'avocat Pierre Crowet et d'Adrienne Cornez.
Dans les années 1950, Anne-Marie Crowet a plusieurs fois été dans le tableau final des Internationaux de France de tennis, aussi bien en simple, qu'en double ou qu'en double mixte. Elle a été championne de Belgique en 1955. Anne-Marie Crowet était affiliée au Royal Léopold Club.
Son père, Pierre Crowet est l'ami de René Magritte, son mécène et son biographe. C'est ainsi qu'Anne-Marie devient la muse de René Magritte. C'est elle qui est représentée sur le tableau La Fée ignorante.
L'époux d'Anne-Marie Crowet, Roland Gillion, entrepreneur et mécène belge, est anobli par le Roi Albert II en tant que Baron. Le couple Gillion-Crowet, grand collectionneur d'art, fait dation de leur collection Art nouveau aux Musées royaux des Beaux-Arts de Belgique. Un étage entier du musée Fin-de-Siècle, au -8, y est consacré. On peut y voir des œuvres d'artistes comme Émile Gallé, Louis Majorelle, Alphonse Mucha, Gustav Adolf Mossa, Fernand Khnopff, Amalric Walter, Antonin Daum, François Décorchemont, Victor Horta (Hôtel Aubecq), Fernand Dubois, Jean Delville, Rembrandt Bugatti, Guillaume Van Strydonck, Carlos Schwabe, Philippe Wolfers, Émile Fabry, René Lalique, Fix-Masseau, Johann Loetz Witwe (de), Henri et Désiré Muller ou Henry de Groux,
Le couple vit à Bruxelles et y possède un musée privé d'art contemporain chinois rue du Ruisseau dans l'ancien bâtiment La moutarderie nationale à Molenbeek-Saint-Jean.